# Estadio Municipal de San Joaquín
El Estadio Municipal de San Joaquín (ex Estadio Municipal Arturo Vidal) es un estadio ubicado en la comuna de San Joaquín, ciudad de Santiago, Chile. Es usado mayormente para la realización de partidos de fútbol. Cuenta con una capacidad para 3515 espectadores.

Es utilizado por el Real San Joaquín, de la Segunda División del fútbol de Chile.
El estadio fue inaugurado el 15 de mayo de 2016, en un acto que contó con la presencia del alcalde Echeverría y el entonces intendente Claudio Orrego Larraín (PDC). Asimismo, mediante su cuenta de Twitter, el propio Arturo Vidal desde Alemania señaló agradecer el reconocimiento pese a haberse ausentado. No obstante, una vez finalizada su temporada con el Bayern de Múnich, su equipo, pudo visitar aquel recinto el día 25 de julio.

## Galería

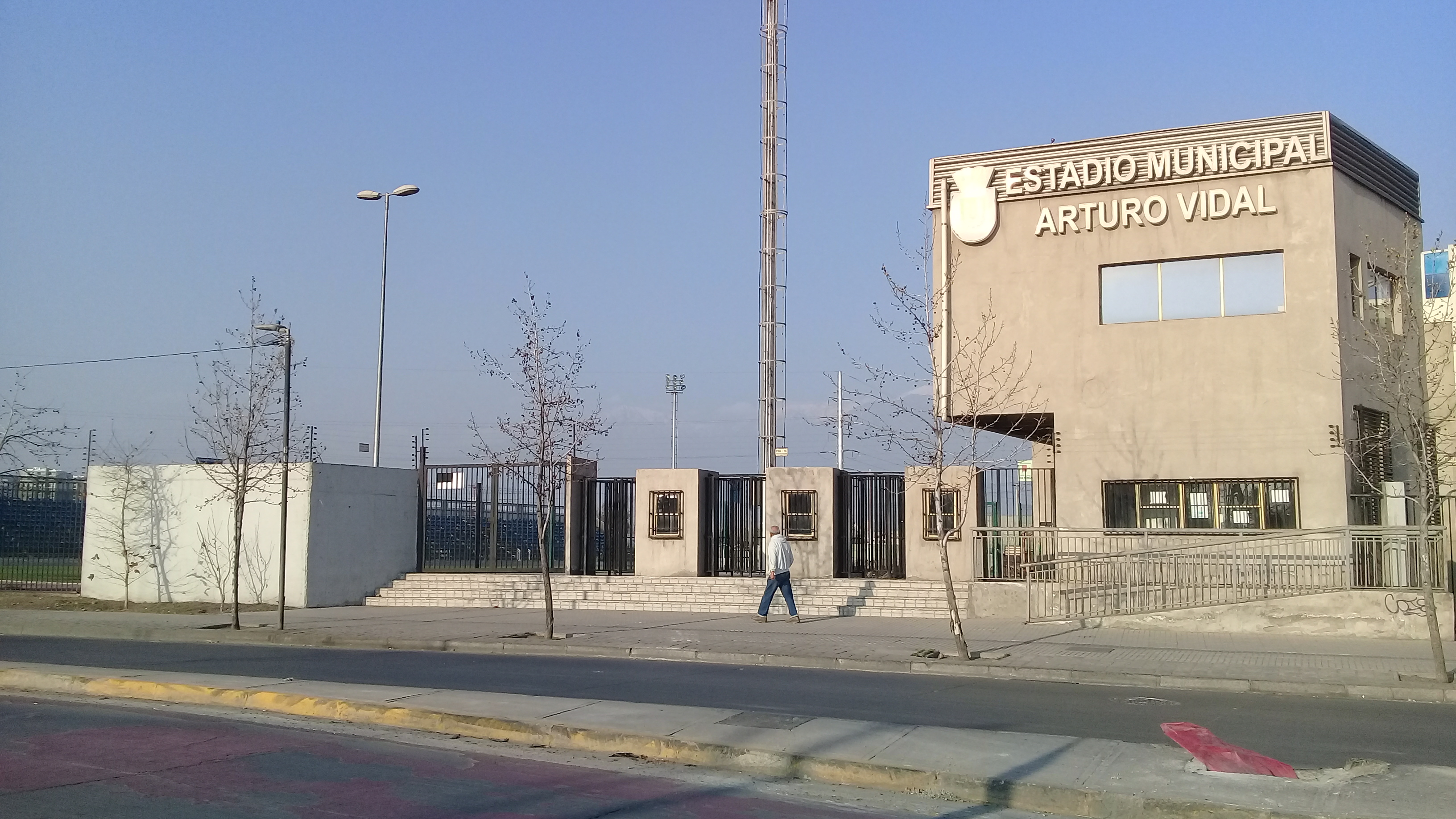
Fachada del estadio.
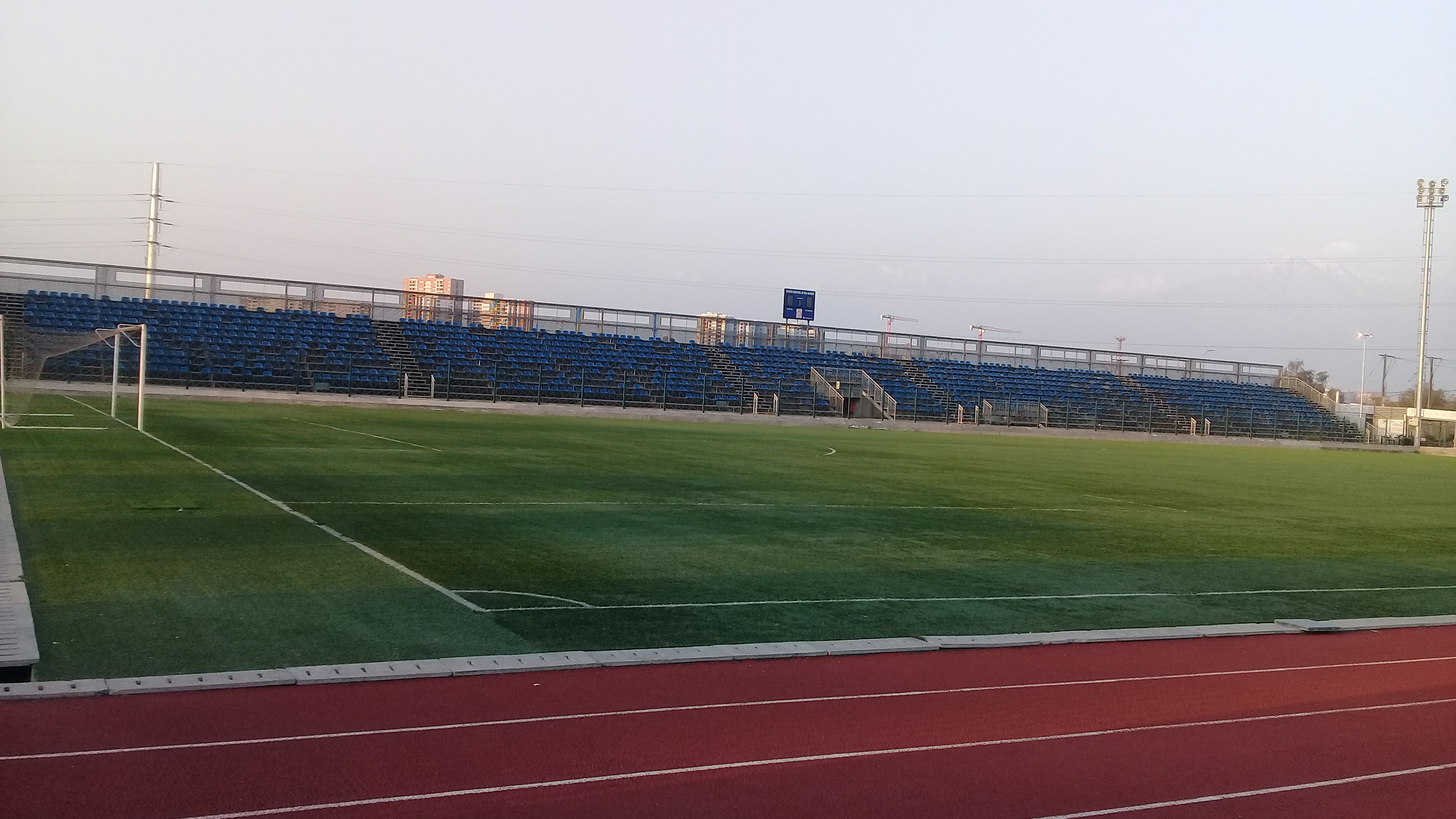
Vista a la cancha principal del recinto.
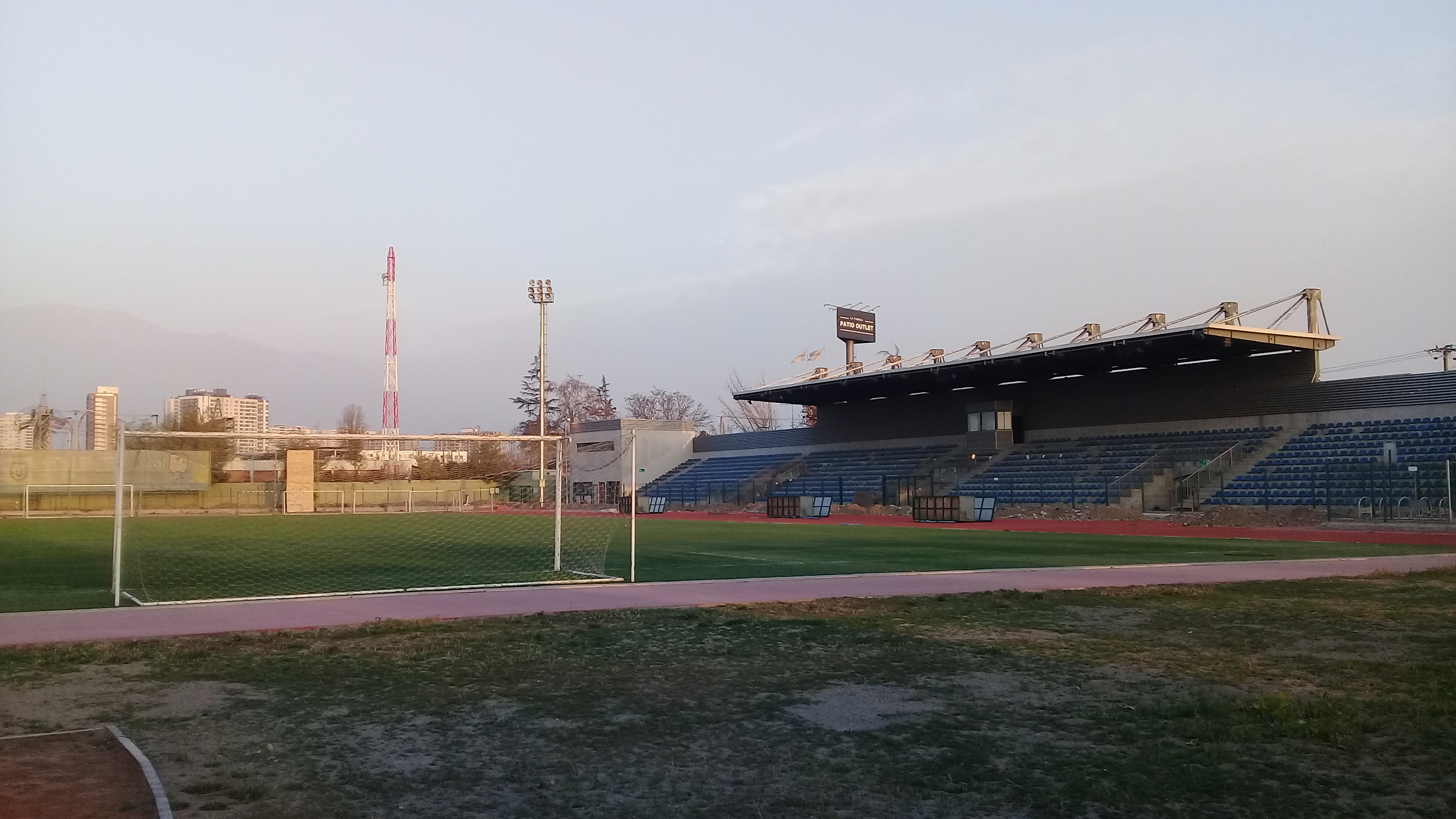
Tribuna sur del estadio.